# مارجريت كيثا فيندلاي
مارجريت كيثا فيندلاي (بالإنجليزية: Margaret Keitha Findlay) (من مواليد 1916) وهي مهندسة معمارية أسترالية.

## حياتها الشخصية
ولدت مارجريت كيثا فيندلاي في سكوتسديل، تسمانيا في عام 1916. انتقلت هي وعائلتها إلى نيو نورفولك، تسمانيا، حيث التحقت بالمدرسة في عام 1930.

## عملها
عندما انتهت مارجريت من المدرسة في نيو نورفولك، أصبحت مهندسة مبتدئة لمهندس مقيم في هوبارت وكان ذلك أثناء دراستها للهندسة المعمارية في كلية هوبارت للتقنية، والتي كانت تابعة لكلية سيدني للتقنية. بعد عام من الانتهاء من تدريبها المهني، عملت في شركة مطاحن الأوراق الأسترالية (ANM) كمسؤولة معمارية، وفي وقت لاحق بعد 15 شهرًا، تركت ANM لتتولى مسؤولية الهندسة المعمارية الكاملة لمدينة "نيو نورفولك" وهو الموقع "الذي كان عبارة عن ضاحية سكنية لعائلات العمال في نيو نورفولك حيث صممت شخصيا ما لا يقل عن 60 منزلا سكنيا لموظفي ANM. وخلال التدريس المعماري، حصلت على دبلوم في تخطيط المدن من جامعة سيدني حيث عملت وتخرجت في عام 1951. احتفظت بمنصبها كرئيسة للقسم حتى تقاعدت في عام 1970.

## تراث
كانت فيندلاي أول امرأة في تسمانيا تتأهل كشخص مشارك في المعهد الملكي الأسترالي للمهندسين المعماريين (RAIA). اجتازت المؤهلات في عام 1943 مع أحد المهندسين المعماريين وهو تشارلز كروفورد. كانت فيندلاي أيضا أول امرأة تعمل كمهندسة معمارية مسجلة في تسمانيا. في عام 1944، أصبحت فيندلاي أول مهندسة معمارية تعمل لدى إدارة الأشغال العامة في تسمانيا وبحلول عام 1945، تم اختيارها كمدربة في الرسم المعماري في جامعة سيدني، وهي الأنثى الأولى والوحيدة لهذا المركز في المدرسة.
في مقابلة مع «ذا ميركرى» في عام 1945، ذكرت فيندلي «لم تكن هناك فرصة كهذه للبنات لتعلم الهندسة المعمارية وكانت هذه فرصتي لاثبات نفسي». لم تفتح فيندلاي فقط الفرصة للمعماريين الشباب التسمانيين ليكونوا مشاركين في RAIA ، بل وضعت أيضًا نظامًا هندسيًا تعليميًا لكلية التقنية في هوبارت يؤهل الطلاب ليصبحوا شركاء في المعهد.
كان لدى فيندلاى اهتماما كبيرا بتخطيط المدن وفي مقابلتها مع ذا ميركرى، أظهرت فندلي وجهات نظرها حول المرأة والهندسة المعمارية والتركيز بشكل خاص على تخطيط المطابخ على سبيل المثال. «أعتقد أن النساء المعماريات وزوجات البيوت يجب أن يكون لديهن بعض الرأي في تخطيط المنازل الجديدة.» خلال مسيرتها المهنية، شددت فيندلاي على أهمية الهندسة المعمارية المحلية لصحة المرأة وسعادتها.
في عام 2011، تم إدخال فيندلاى على قائمة الشرف التسمانية للمرأة بعد وفاتها لمساهمتها في الهندسة المعمارية في أستراليا.

## وصلات خارجية
- http://womenshistory.net.au/2012/02/22/margaret-findlay/
- http://www.dpac.tas.gov.au/divisions/csrt/programs_and_services/tasmanian_honour_roll_of_women/inductees/2011/findlay,_margaret_keitha نسخة محفوظة 23 سبتمبر 2015 على موقع واي باك مشين.